# Coll de Passaportella
El Coll de Passaportella és una collada de 804 metres d'altitud del municipi de Pinós, a la comarca del Solsonès.
Està situat a 3,1 km al nord-est del Santuari de Pinós, a l'extrem nord-oriental de la Serra de Pinós, al capdamunt de la vall del barranc de Torrededia, afluent de la Riera de Matamargó.